# Safí I.
Safí I., celým jménem Zillulláh Abú-l-Muzaffar Sultán Safí Šáh (1611 – 12. května 1642 Kášán), byl perský šáh z dynastie Safíovců vládnoucí v letech 1629–1642. Byl vnukem šáha Abbáse I., jednoho nejvýznamnějších muslimských vládců své doby, a synem prince Safího Mírzy, který se stal obětí Abbásovy podezřívavosti (popraven 2. února 1614).

## Vláda
Šáh Safí, korunovaný 17. února 1629, je většinou popisován jako muž, jenž zdědil po svém úspěšném dědovi jen jeho špatné vlastnosti, zejména sklon ke krutosti. Ještě čtyřicet let po jeho smrti kolovaly v Persii zvěsti, že za něj „otcové synům a synové otcům vráželi dýky do prsou“ (německý cestovatel Engelbert Kaempfer). Faktem je, že Safí I. dal popravit řadu safíovských princů a mnoho rádců Abbáse I., přesto však nelze jeho působení na trůně hodnotit pouze negativně.
Ačkoli byl na západě ztracen Bagdád (1638) a na východě Kandahár, podařilo se odrazit nájezdy Uzbeků do Chorásánu a v roce 1636 znovudobýt Jerevan, jehož se zmocnili osmanští Turci. Mír s Osmanskou říší, uzavřený v roce 1639, potvrdil dané rozložení sil (Bagdád připadl Turkům, zatímco Jerevan zůstal Peršanům). Uvnitř říše vládla navzdory dílčím vojenským neúspěchům i nadále stabilita a v žádném případě tak nelze tvrdit, že by Safího období na trůně stálo ve znamení počínajícího rozvratu. Ofenzivnější postup říše za Safího syna Abbáse II. je toho jen dokladem.